# مارجاريته نويمان
مارجاريته نويمان Margarete Neumann (ولدت في بيريتس في بومرن في فبراير 1917- ماتت في روستوك في مارس 2002) هي شاعرة وروائية ألمانية.

## حياتها
درست مارجاريته نويمان علم الجتماع التربوي في كونيجسبرج، وعملت مشرفة اجتماعية في هايلسبرج حتى عام 1945. وقد عملت كاتبة حرة في عام 1952 في هوهن نويندورف.

## أدبها
وتعتبر مارجاريته نويمان كاتبة ملتزمة حزبيا, ومن بين أدباء الواقعية الاجتماعية في ألمانيا الشرقية.
وبعد الوحدة الألمانية عاشت من عام 1991 حتى 2001 في سوس وهرجلا في تونس. وقد أصابها السرطان في مارس عام 2002, والذي ظلت تعاني منه حتى وفاتها. وقد دفنت في مدينة مالين.

## جوائز حصلت عليها
حصلت مارجاريته نويمان على العديد من الجوائز الأدبية, منها جائزة هاينريش مان عام 1957, وجائزة رويتر فريتس عام 1962.

## أعمالها
1. الطريق عبر المرج (رواية 1955)
2. قصة لينه باستيان (أقصوصة 1956)
3. الطريق الطويل (قصص 1958)
4. خبز على الطبق الخشبي (قصائد 1959)
5. إليزابيت (قصص 1960)
6. الشجرة العجيبة (كتاب للأطفال 1960)
7. قبور الموتى (رواية 1963)
8. المتحابان (رواية 1970)
9. ماجدا أدوميت (رواية 1985)
10. مكافح الروح، أقصوصتان عن بارلاخ (1990)

## روابط خارجية
- مارجاريته نويمان على موقع IMDb (الإنجليزية)